# Miracole
Miracole este un film românesc din 1998 regizat de Paul Cojocariu.